# 国道464号

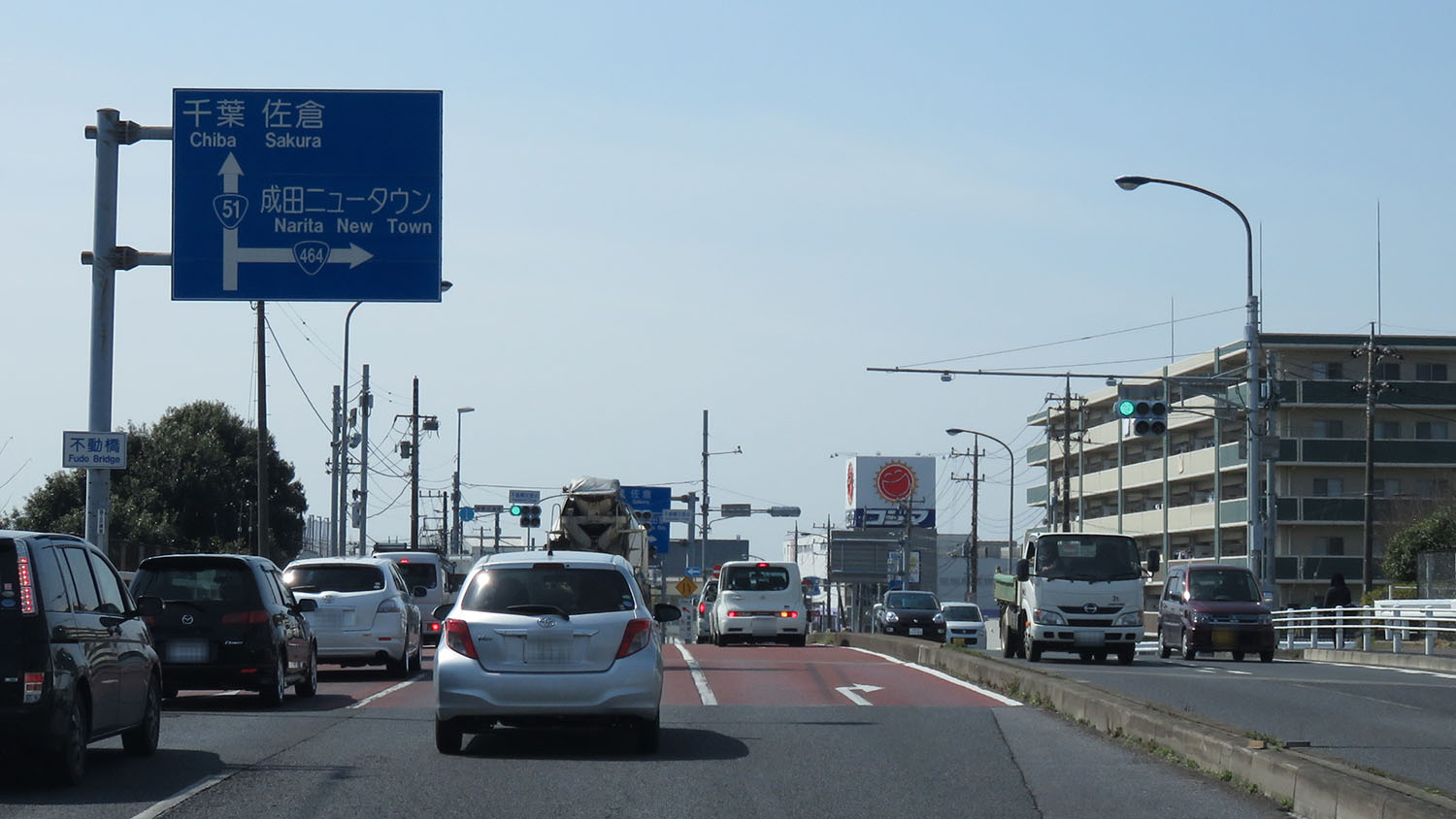
国道464号　終点
千葉県成田市　不動橋交差点

国道464号（こくどう464ごう）は、千葉県松戸市から成田市に至る一般国道である。

## 概要
東京外環自動車道と新東京国際空港（現・成田国際空港）とを最短で結ぶ道路として計画された。全区間、千葉県内の路線で、起点の松戸市から東に進み、千葉県の西地域に属する鎌ケ谷市・白井市や船橋市小室町、印旛地域の印西市などを経て、終点の成田市に至る路線である。

### 路線データ
一般国道の路線を指定する政令に基づく起終点および重要な経過地は次のとおり。
- 起点：松戸市（松戸隧道交差点 = 国道6号交点）
- 終点：成田市（不動橋交差点 = 国道51号交点）
- 重要な経過地：市川市、鎌ケ谷市、船橋市（小室町）
- 総延長 : 50.2 km（重用延長を含む。）[3][注釈 2]
- 重用延長 : 0.0 km[3][注釈 2]
- 未供用延長 : なし[3][注釈 2]
- 実延長 : 50.2 km[3][注釈 2]
  - 現道 : 42.8 km[3][注釈 2]
  - 旧道 : 1.2 km[3][注釈 2]
  - 新道 : 6.2 km[3][注釈 2]
- 指定区間：なし[注釈 3][4]

## 歴史
- 1993年（平成5年）4月1日 - 一般国道464号指定。

県道53号船橋松戸線、県道58号鎌ケ谷市川停車場線、県道302号鎌ケ谷本埜線、県道66号成田印西線の昇格による。
- 2005年（平成17年）12月27日 - 北千葉道路（印旛 - 成田間）が都市計画決定。
- 2017年（平成29年）2月19日 - 若萩交差点（印西市） - 北須賀交差点（成田市）の新道が開通し旧道が国道の指定解除。
- 2019年（平成31年）3月3日 - 北須賀交差点 - 押畑インター交差点（成田市）の新道が開通。

## 路線状況

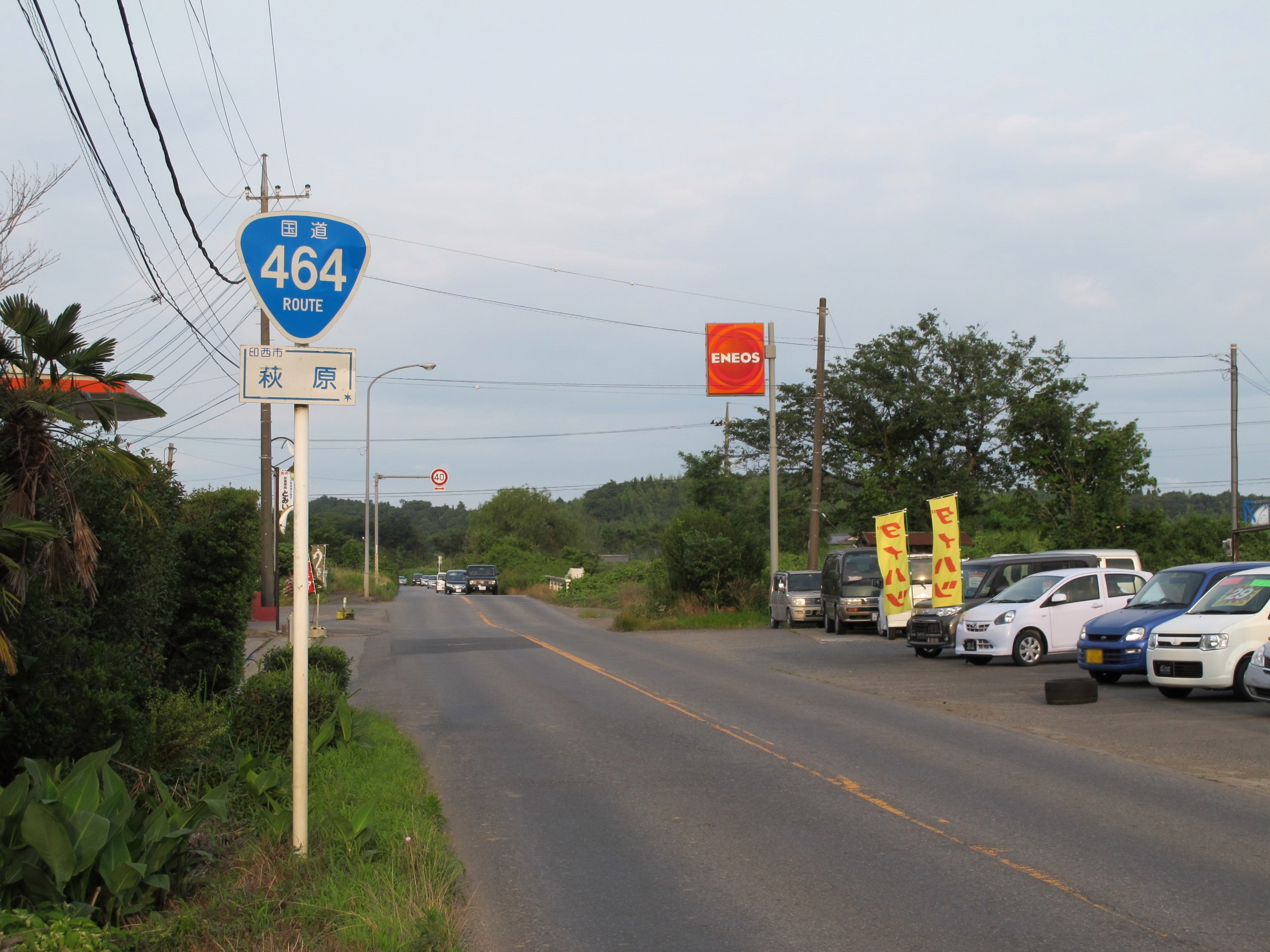
旧国道464号・千葉県印西市萩原、境田交差点付近（2013年6月）。現在は、成田スカイアクセス線沿いの新道開通により、移管されて千葉県道291号印西印旛線となっている。

松戸市、市川市区間は片側1車線区間が続く。松戸市内は生活道路としての側面が強く、信号の間隔も短いため流れは悪い。千葉県道51号市川柏線と交差する「高塚十字路」を越えると沿道には梨園が多くなり、市川市区間（大町地区）においては「大町梨街道」の愛称が付与されている。
鎌ケ谷市「くぬぎ山」交差点から「鎌ケ谷消防署前」までは事実上東西に分断（経路上は千葉県道57号千葉鎌ケ谷松戸線と千葉県道8号船橋我孫子線との重複区間）となっており、新鎌ケ谷地区の開発もあって鎌ケ谷市内では混雑しやすい。
なお、松戸方面から成田方面へ向かうには本線通り走行することが可能であるが、「初富」交差点（鎌ケ谷市、県道57号・県道8号交点）は南北方向からの右折が禁止されているため、成田方面から松戸方面へ車両により本線通りに向かうことはできない。現在、これらの問題を解決すべく粟野バイパスの建設が計画されている。
鎌ケ谷市「鎌ケ谷消防署」付近からは北千葉道路に指定された区間が整備されており、片側2車線の一般部が整備されている。この先、千葉ニュータウンのエリアを通り印西市の吉高交差点までの区間は北総線の線路を挟む形で上下線が方向別の一方通行となっている。また、印西市内の千葉ニュータウン中央地区 - 印西牧の原地区は、ジョイフル本田、イオンモール千葉ニュータウン、カインズスーパーセンターやコストコなど、大型商業施設が相次ぎ開業したことによる渋滞対策として、千葉ニュータウン中央地区 - 印旛日本医大地区が北千葉道路専用部が先行整備されており、一般部と併せ片側4車線により供用されている。北千葉道路専用部に当たる区間は2012年5月より順次開通している。
2017年2月19日に、印西市の若萩交差点から成田市の北須賀交差点までの新道（成田スカイアクセス線と並行・4.2 km・吉高交差点から北須賀交差点までの区間は暫定2車線の対面通行）が開通した。これに伴い、印西市の鎌苅交差点から瀬戸交差点（千葉県道65号佐倉印西線との重複区間）・瀬戸交差点から境田交差点（千葉県道12号鎌ケ谷本埜線との重複区間）・境田交差点から北須賀交差点（千葉県道291号印西印旛線との重複区間）の3区間（旧道）が国道の指定を外れている（瀬戸交差点から吉高交差点までの区間は、県道の指定も同時に外れている）。2019年3月3日には北須賀交差点から押畑インター交差点まで新道が開通したが、北須賀交差点から現道の終点である不動橋交差点までの国道の指定は解除されていない。

### 通称・道路名
- ヨンロクヨン（全体）

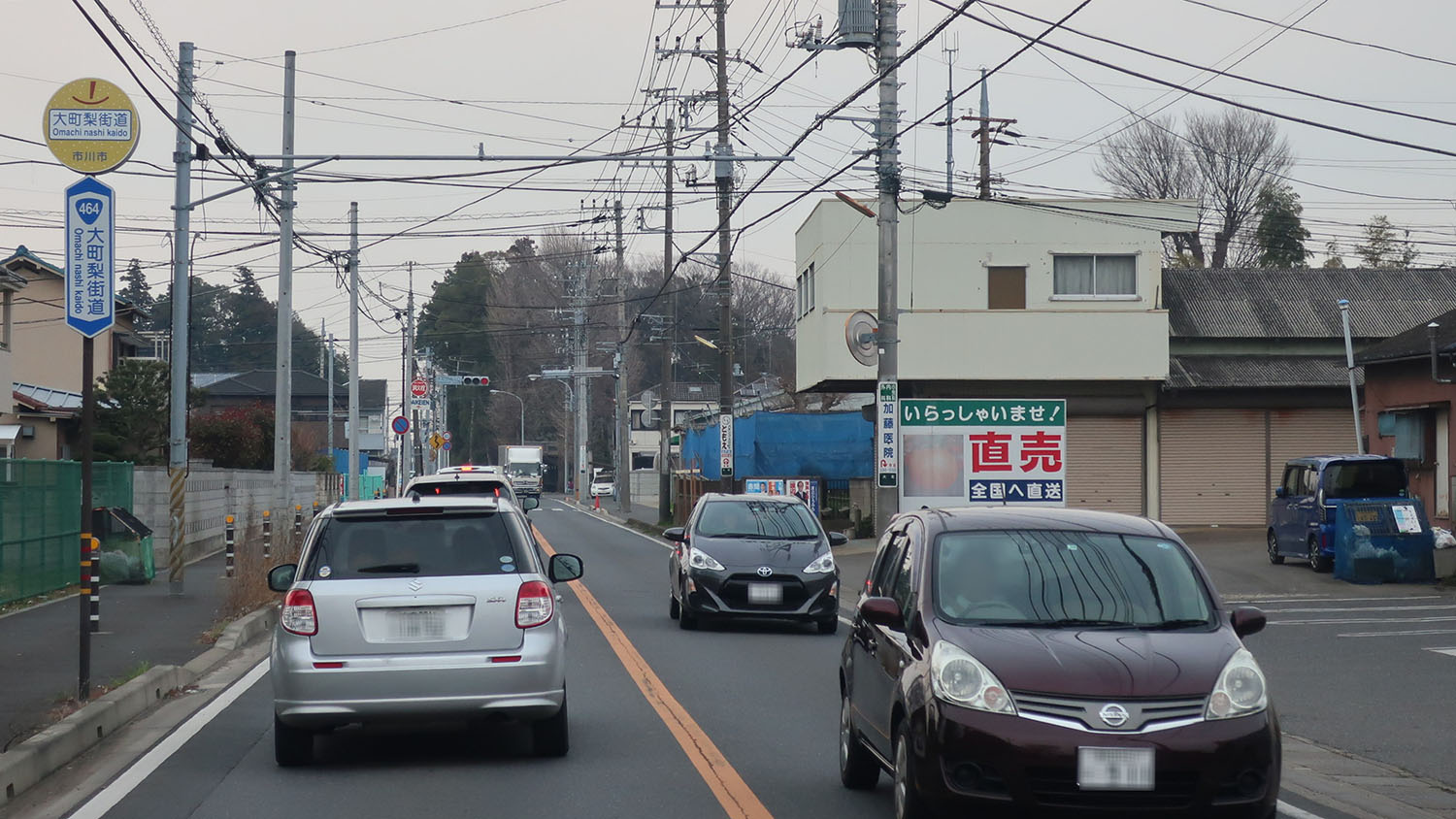
大町梨街道の標識
千葉県市川市大町

- 大町梨街道（市川市）2003年4月、公募により決定
- 宗吾街道（成田市）
- 100メートル道路（西白井駅付近 - 千葉ニュータウン中央駅付近） - 県道時代の通称。
- 船橋我孫子線（初富 - 鎌ケ谷消防署前）
- 千葉鎌ケ谷松戸線（初富 - くぬぎ山）
- 鎌ケ谷本埜線（鎌ケ谷消防署前 - 境田交差点）

### バイパス

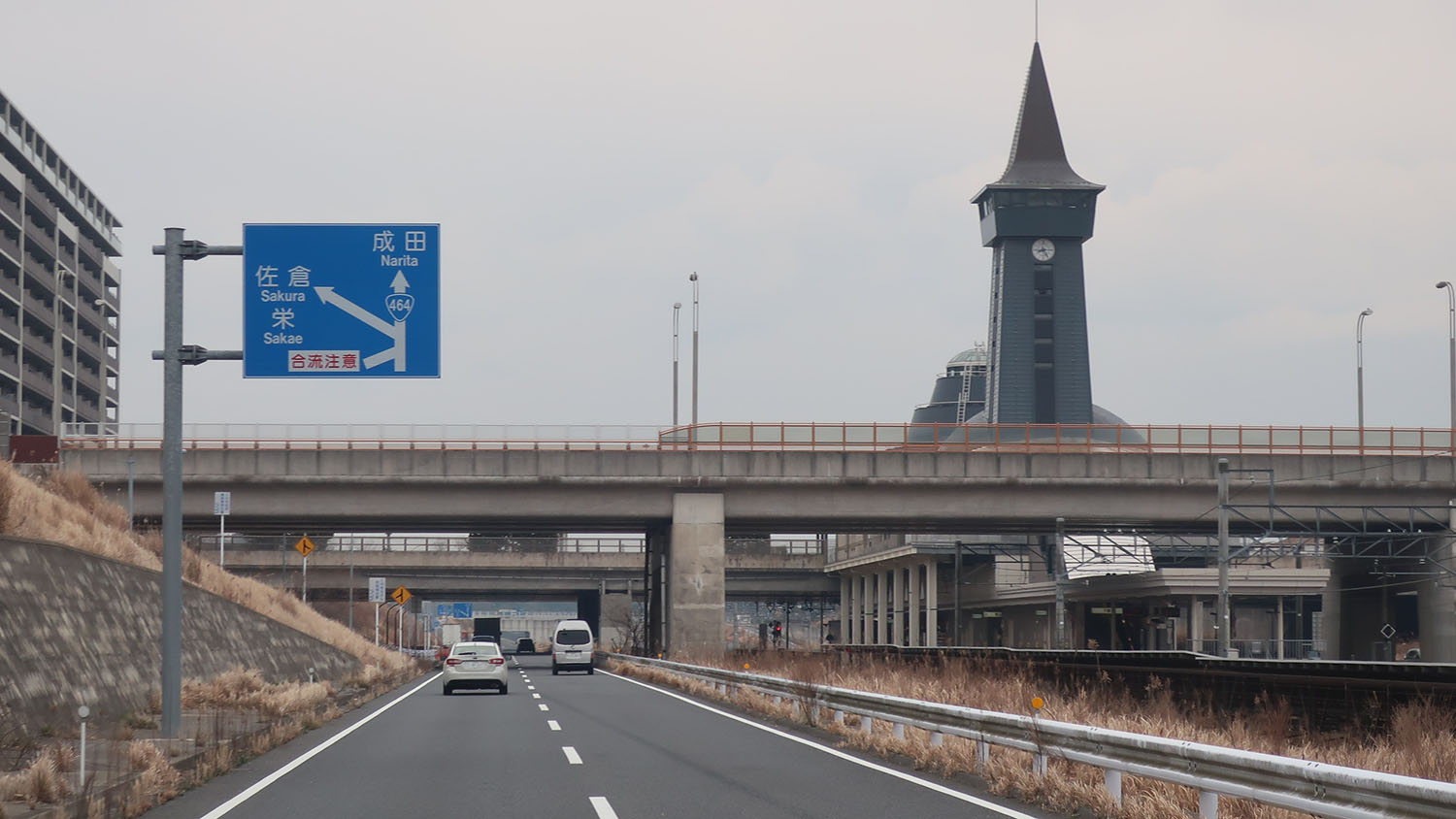
北千葉道路
千葉県印西市萩原

- 北千葉道路
- 粟野バイパス （事業中）

### 道路施設

#### 橋梁
- 大橋（国分川、松戸市）
- 高塚橋（JR東日本武蔵野線、松戸市）

## 地理

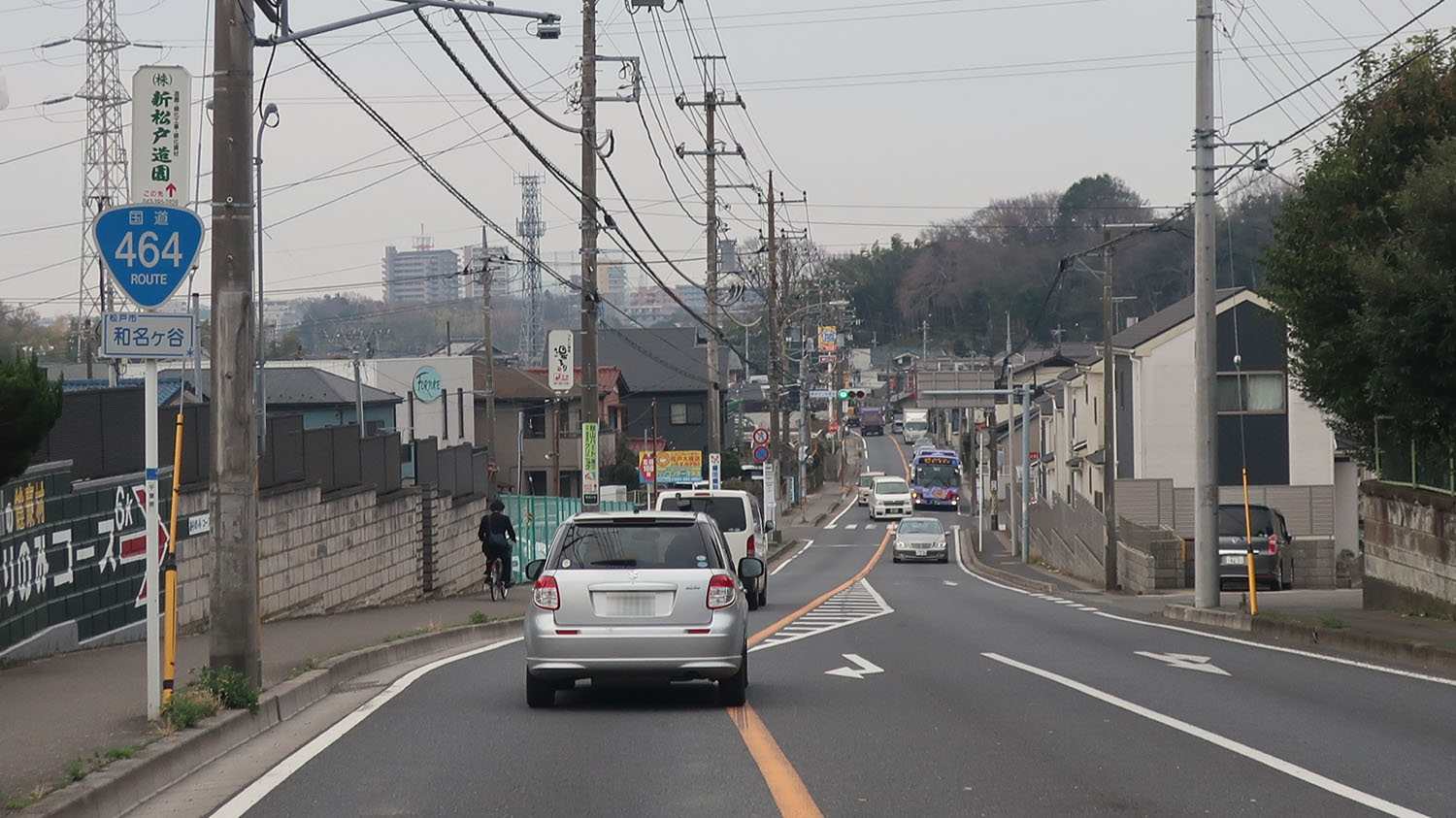
千葉県松戸市和名ケ谷
(2019年3月)

### 通過する自治体
- 千葉県
  - 松戸市 - 市川市 - 松戸市 - 鎌ケ谷市 - （柏市[注釈 5]） - 白井市 - 船橋市 - 印西市 - 成田市

### 交差する道路
- 国道6号（松戸市松戸「松戸隧道」）
- 千葉県道180号松戸原木線（松戸市松戸「西美野」（約100m市道経由））
- 千葉県道51号市川柏線（松戸市高塚新田「高塚十字路」）
- 千葉県道57号千葉鎌ケ谷松戸線（鎌ケ谷市初富「くぬぎ山」〜中央「初富」　重複区間）
- 千葉県道8号船橋我孫子線（鎌ケ谷市中央「初富」〜新鎌ケ谷「鎌ケ谷消防署前」　重複区間）
- 千葉県道191号西白井停車場線（白井市根「西白井駅」)
- 千葉県道189号千葉ニュータウン北環状線（白井市根「白井市根」）
- 千葉県道59号市川印西線（白井市根「白井大橋」）
- 千葉県道192号白井停車場線（白井市堀込「白井駅」）
- 国道16号（船橋市小室町（西行きとの接続は市道経由））
- 千葉県道61号船橋印西線（印西市大塚、泉野　多田羅田IC）
- 千葉県道・茨城県道4号千葉竜ヶ崎線（印西市草深）
- 千葉県道64号千葉臼井印西線（印西市草深「北総浄水場」〜造谷「竜腹寺」　重複区間）
- 千葉県道65号佐倉印西線（印西市鎌苅「鎌苅北」）
- 千葉県道12号鎌ケ谷本埜線（鎌ケ谷市新鎌ケ谷「鎌ケ谷消防署前」〜印西市吉高「吉高交差点」　重複区間）
- 千葉県道291号印西印旛線（成田市北須賀「北須賀交差点」）
- 千葉県道137号宗吾酒々井線（成田市宗吾「宗吾霊堂前」）
- 国道408号（成田市押畑「押畑インター」）
- 国道51号（成田市並木町「不動橋」）